# Bis saeculari die
Bis saeculari die ist eine Apostolische Konstitution vom 27. September 1948, in der Papst Pius XII. über die „Marianische Kongregation“ schreibt und die Spiritualität auf der Grundlage der ignatischen Lehre fordert und fördert.
Diese Apostolische Konstitution, zum 200. Jahrestag der von Benedikt XIV. erlassenen  Päpstlichen Bulle „Gloriosae Dominae“, in der er erklärte, dass die Marienverehrung im Willen Gottes begründet sei und die Marianische Kongregation ein gutes Mittel zur Heiligkeit sei, stellt Pius XII. die Spiritualität im Sinne des Exerzitienbuchs vom Heiligen Ignatius von Loyola in den Mittelpunkt und macht die Teilnahme von Laien an Exerzitien wieder zugänglich.
In „Bis saeculari die“ lobt  Pius XII. die Sodalität, die mit zahlreichen und großen Diensten an der Kirche viel geleistet habe. Die Mitglieder der Marianischen Kongregationen, die er als Sodalen bezeichnet, sollen die beschriebenen Festlegungen befolgen und sich nach ihnen ausrichten.  Er bestätigt die Verbreitung und die Verteidigung des katholischen Glaubens, zu der diese Gemeinschaft einen erheblichen Anteil habe.